# Albert Rousé
Albert Rousé est un homme politique français né le 5 avril 1854 à Louvencourt (Somme) et décédé le 16 novembre 1938 à Doullens (Somme)

## Biographie
Vétérinaire, puis industriel, il est secrétaire de la Société des agriculteurs de la Somme. Maire de Doullens, conseiller général, il est député de la Somme de 1902 à 1909, inscrit au groupe de la Gauche radicale, puis sénateur de 1909 à 1920.

## Sources
- « Albert Rousé », dans le Dictionnaire des parlementaires français (1889-1940), sous la direction de Jean Jolly, PUF, 1960 [détail de l’édition]